# Взятие Турнавоса
«Взятие Турнавоса» (фр. La prise de Tournavos) — немой короткометражный фильм Жоржа Мельеса. Эпизод Греко-Турецкой войны 1897 года. Дата премьеры неизвестна.

## Сюжет
Турнавос, Греция, 12 апреля 1897 года. Трое греческих воинов стреляют поверх стены в невидимого противника, ожидая пополнения. Но когда к ним присоединяются двое собратьев, стене и двери нанесены уже значительные повреждения, и воины возвращаются в гарнизон. Пять вооружённых турок атакуют и пытаются пробиться сквозь дверь, но не найдя другого выхода, они закладывают динамит и взрывают её. После этого они врываются в здание.

## Интересные факты
- Фильм считался утраченным, пока в 2008 году не вышел на DVD.